# Il bebè
Il bebè (O Bobo), a volte chiamato anche Il buffone, è un film del 1987 diretto da José Álvaro Morais.

## Riconoscimenti
- Pardo d'Oro 1987 al Festival del cinema di Locarno